# 郭實
郭實（1553年—？），字伯華，號文岩，直隸真定府高邑縣人，民籍，明朝政治人物。

## 生平
萬曆十年（1582年）壬午科順天府鄉試第五十六名。萬曆十一年（1583年）第三甲第一百二十九名進士。户部觀政，授陕西朝邑縣知縣，十三年充本省乡试同考官，十七年行取選授廣西道監察御史。次年念父老，移疾歸。二十年復補河南道，巡按遼東。御史王麟趾因參劾湖廣巡撫秦燿，謫徐溝縣丞。郭實也彈劾秦燿，其終於罷官。卸任後，秦燿被查出貪污贖銀上萬，被衡州同知沈鈇檢舉，下吏戍邊。
此後，郭實因論朝鮮事被贬為山西懷仁縣典史。二十一年升户部捡校，二十二年擢刑部主事，尋改吏部，任命未下，被免官削籍。家居十五年，萬曆三十七年己酉（1609年）起為南京刑部主事，三十九年晋尚寶司少卿，四十年升大理寺右寺丞。比推左僉都御史，不报。時出使晉藩，過里，遂稱病，尚書屡趣，終不應。自是闭门谢客曰：惟治田課圃，或集子姓輩説禮稱诗，融融然樂也。与同邑趙南星結姻好，東林黨禍起，為南星株连者半海内，實以醇謹用晦，獨不與，時比之申屠蟠云。卒後寧晉孫昌齡为其作墓志铭。《明史》有傳。

## 家族
曾祖父郭經，曾任壽官；祖父郭淳，曾任辉县知縣；父親郭九疇，曾任鄢陵縣主簿。嫡母申氏；生母李氏。具庆下。弟宽、完、守。